# Diego Simeone
Diego Pablo Simeone (født 28. april 1970 i Buenos Aires, Argentina) er en tidligere argentinsk fodboldspiller, der spillede som defensiv midtbanespiller hos adskillige klubber i både Europa og i sit hjemland, samt på det argentinske landshold. I Europa var han blandt andet tilknyttet de Italienske Serie A klubber, Pisa, Inter og Lazio og i den spanske La Liga, Sevilla FC og Atlético Madrid, samt for Vélez Sársfield og Racing Club i Primera Divisíon de Argentina.
Simeone vandt med Atlético Madrid i 1996 både det spanske mesterskab og pokalturneringen Copa del Rey. Efter skiftet til Italien og Inter Milan vandt han her i 1998 UEFA Cuppen med klubben. I 1999 vandt han med Lazio UEFA Super Cuppen, og året efter både den italienske liga og pokalturnering.

## Landshold
Simeone nåede gennem karrieren at spille hele 106 kampe og score elleve mål for Argentinas landshold, som han repræsenterede i årene mellem 1988 og 2002. Han var blandt andet en del af den argentinske trup der vandt Copa América i både 1991 og 1993, og han deltog også ved både VM i 1994, VM i 1998 og VM i 2002.

## Titler
La Liga
- 1996 med Atlético Madrid

Copa del Rey
- 1996 med Atlético Madrid

Serie A
- 2000 med SS Lazio

Coppa Italia
- 2000 med SS Lazio

UEFA Cup
- 1998 med Inter

UEFA Super Cup
- 1999 med Lazio

Copa América
- 1991 og 1993 med Argentina